# トヨタ自動車東富士FC
トヨタ自動車東富士FC（トヨタじどうしゃ ひがしふじエフシー）は、静岡県で活動していた 社会人サッカークラブである。

## 来歴
元々、トヨタ自動車には日本サッカーリーグ(JSL)所属のトヨタ自動車工業サッカー部（1939年創部）があったが、それとは異なるチームである。しかしながら、JSLが終わりを迎える1990年代には、トヨタ東富士YFCでプレーした若手選手が、トヨタ自動車サッカー部に移籍するなどの関連はあった。
トヨタ東富士FCは1992年に東海社会人サッカーリーグで準優勝。続く地域リーグ決勝大会でPJMフューチャーズに次ぐ2位でジャパンフットボールリーグ2部(旧J2)に昇格。
翌1993年、トヨタが全国リーグはグランパス一本に絞って経営するという方針を提示し、わずか1年でジャパンフットボールリーグ(JFL)を撤退した。

## 成績
| 年度 | 所属     | 順位 | 勝点 | 試合 | 勝利 | 引分 | 敗戦 | 得点 | 失点 | 得失 |
| ---- | -------- | ---- | ---- | ---- | ---- | ---- | ---- | ---- | ---- | ---- |
| 1991 | 東海     | 4位  | 19   | 16   | 8    | 3    | 5    | 26   | 19   | +7   |
| 1992 | 東海     | 2位  | 24   | 16   | 9    | 6    | 1    | 30   | 12   | +18  |
| 1993 | 旧JFL2部 | 6位  | -    | 18   | 6    | -    | 12   | 25   | 33   | -8   |

## タイトル

### リーグ戦
- 東海社会人サッカーリーグ1部
  - 準優勝：1992年

### カップ戦
- 全国地域リーグ決勝大会
  - 準優勝：1992年

## 主な所属選手
- 平沢政輝 - 第66回（1987年）全国高等学校サッカー選手権大会で得点王